# House of Hardcore
Pour les articles homonymes, voir HOH.
La House of Hardcore (plus couramment abrégée HoH) est une fédération de catch (lutte professionnelle) américaine fondée en 2012 par l'ancien catcheur de l'Extreme Championship Wrestling Tommy Dreamer. 

## Histoire
Le 21 juin 2012, Tommy Dreamer annonce dans une vidéo le lancement de la House of Hardcore dont le nom est un hommage à l'école de catch de l'Extreme Championship Wrestling. Il dévoile aussi ce jour-là la date et le lieu du premier spectacle de la HoH : le 6 octobre au Mid-Hudson Civic Center à Poughkeepsie, New York. Le 10 juillet, Dreamer déclare dans un communiqué de presse ses intentions concernant le style pratiqué :

« L'hardcore n'est pas que le sang, le fil de fer barbelé et les tables. C'était et ce sera toujours des catcheurs qui donnent tout ce qu'ils ont physiquement, mentalement et émotionnellement durant leur combat. »

Ce jour-là, il dévoile aussi les noms des premiers participants à ce spectacle parmi lesquels des anciens de l'Extreme Championship Wrestling comme Rhyno et Sandman, des catcheurs ayant travaillé pour la World Wrestling Entertainment comme Christopher Mordetsky et Luke Gallows ainsi que Sami Callihan connu pour son travail à la Combat Zone Wrestling (une fédération de catch hardcore). Le match phare de ce premier spectacle voit Dreamer perdre son titre de champion poids-lourds de la Family Wrestling Entertainment, une autre fédération de New York, face à Mike Knox et Carlito qui devient le nouveau champion.
En mars 2014, la HoH annonce l'organisation de House of Hardcore VI: The West Coast Invasion en Californie le 14 juin. Le 15 novembre, House of Hardcore VII est le premier spectacle en paiement à la séance par internet de cette fédération et pour en faire un évènement il a lieu à Philadelphie dans la 2300 Arena, l'ancienne salle de l'Extreme Championship Wrestling et qui accueille aussi en son sein le Hardcore Hall of Fame.
2015 est pour la HoH l'année de la diffusion au Canada puisque Dreamer signe un contrat avec Fight Network en avril. Dans le même temps, la HoH annonce que le 18 juillet House of Hardcore IX va avoir lieu à Toronto. 
Le développement à l'international de cette fédération continue un an plus tard avec l'annonce en avril 2016 d'un spectacle le 24 juin. Le 21 novembre, la HoH annonce que FloSlam va diffuser en streaming payant les spectacles de la HoH.
Le 16 octobre 2017, la HoH et Twitch nouent un partenariat pour la diffusion gratuitement des futurs spectacles de la HoH sur Twitch. Le 28 décembre, Tommy Dreamer dévoile la création d'un championnat Télévision Twitch de la HoH.